# توني دويل
توني دويل (بالإنجليزية: Tony Doyle)‏ هو سياسي أسترالي، ولد في 8 مايو 1953، وتوفي في 23 ديسمبر 1994. حزبياً، نشط في حزب العمال الأسترالي. وقد انتخب عضو الجمعية التشريعية نيو ساوث ويلز.